# Maldivas (canção)
"Maldivas" é uma canção da cantora brasileira Ludmilla, gravada para seu quarto álbum de estúdio Numanice 2 (2022). Foi lançada como o primeiro single do álbum em 26 de janeiro de 2022, através da Warner Music Brasil.

## Antecedentes e composição
"Maldivas" foi escrita por Ludmilla como homenagem à sua esposa Brunna Gonçalves, enquanto estavam de férias nas Ilhas Maldivas em dezembro de 2020. De acordo com Gonçalves, Ludmilla disse: "'Vou fazer uma música pra você'. Ela saiu do banho, de frente pro mar e começou. […]  É surreal! A bicha fez uma música pra mim no chuveiro". Ela ouviu a canção pela primeira vez enquanto estava confinada na vigésima segunda edição do reality show Big Brother Brasil, da TV Globo.
Na letra, a cantora descreve o "mar azul bebê" da região e descreve uma "cena de amor ardente": "A minha de fé, minha preferida, eu, eu casdo com essa mulher e vou parar lá em Maldivas".

## Videoclipe
Um videoclipe para "Maldivas" foi lançado juntamente com Numanice 2, em 26 de janeiro de 2022. Ele mostra vídeos de viagens, concertos, momentos descontraídos e gravações mais íntimas do casal. Além disso, é possível ver cenas do casamento surpresa, preparado por Ludmilla em 2019, e da renovação de votos, realizado durante uma viagem para o Caribe em 2021.

## Apresentações ao vivo
Em 18 de outubro de 2022, Ludmilla abriu o Prêmio Multishow de Música Brasileira 2022 com uma performance de "Tic Tac", "Modo Avião" e "Maldivas".

## Prêmios e indicações
| Ano  | Premiação                             | Categoria       | Resultado | Ref.  |
| ---- | ------------------------------------- | --------------- | --------- | ----- |
| 2022 | MTV Millennial Awards                 | Hino de Karaokê | Indicado  | [ 6 ] |
| 2022 | Prêmio Multishow de Música Brasileira | Hit do Ano      | Venceu    | [ 7 ] |
| 2022 | Melhores do Ano                       | Música do Ano   | Indicado  | [ 8 ] |

## Créditos
Todo o processo de elaboração de "Maldivas" atribui os seguintes créditos:
| - Ludmilla: vocalista principal, composição - Rafael Castilhol: produtor, percussão - Marcelo Lombardo: banjo - Bóris: baixo - Thiago Silva: cavaco - Dinho Daumas: cavaquinho - Williams Melo: bateria - Ian Félix: violão - Michael Fujiwara: violão - Wilson Baltazar: pandeiro, repique | - Edir Lins: percussão - Gabriel Vasconcellos: percussão - Janeh Magalhães: percussão - Jenni Rocha: percussão - Rapha Oliveira: percussão - Roberto Júnior: percussão - Dani Andrade: Pro Tools - Rocha: surdo - Diego Silva: viola, violino, violoncelo |

## Desempenho comercial

### Tabelas semanais
| Tabela musical (2022)         | Melhor posição |
| ----------------------------- | -------------- |
| Brasil (Crowley Top 100)      | 86             |
| Brasil (Crowley Pop Nacional) | 3              |
| Portugal (AFP)                | 133            |

## Certificações
| Região                                           | Certificação | Vendas   |
| ------------------------------------------------ | ------------ | -------- |
| Brasil (PMB)                                     | 2× Platina   | 140.000‡ |
| ‡ Vendas+valores baseados apenas na certificação |              |          |